# Экюэль Манга, Брюно
Брюно Экюэль Манга (фр. Bruno Ecuele Manga; род. 16 июля 1988, Либревиль) — габонский футболист, защитник французского клуба «Ньор».

## Клубная карьера

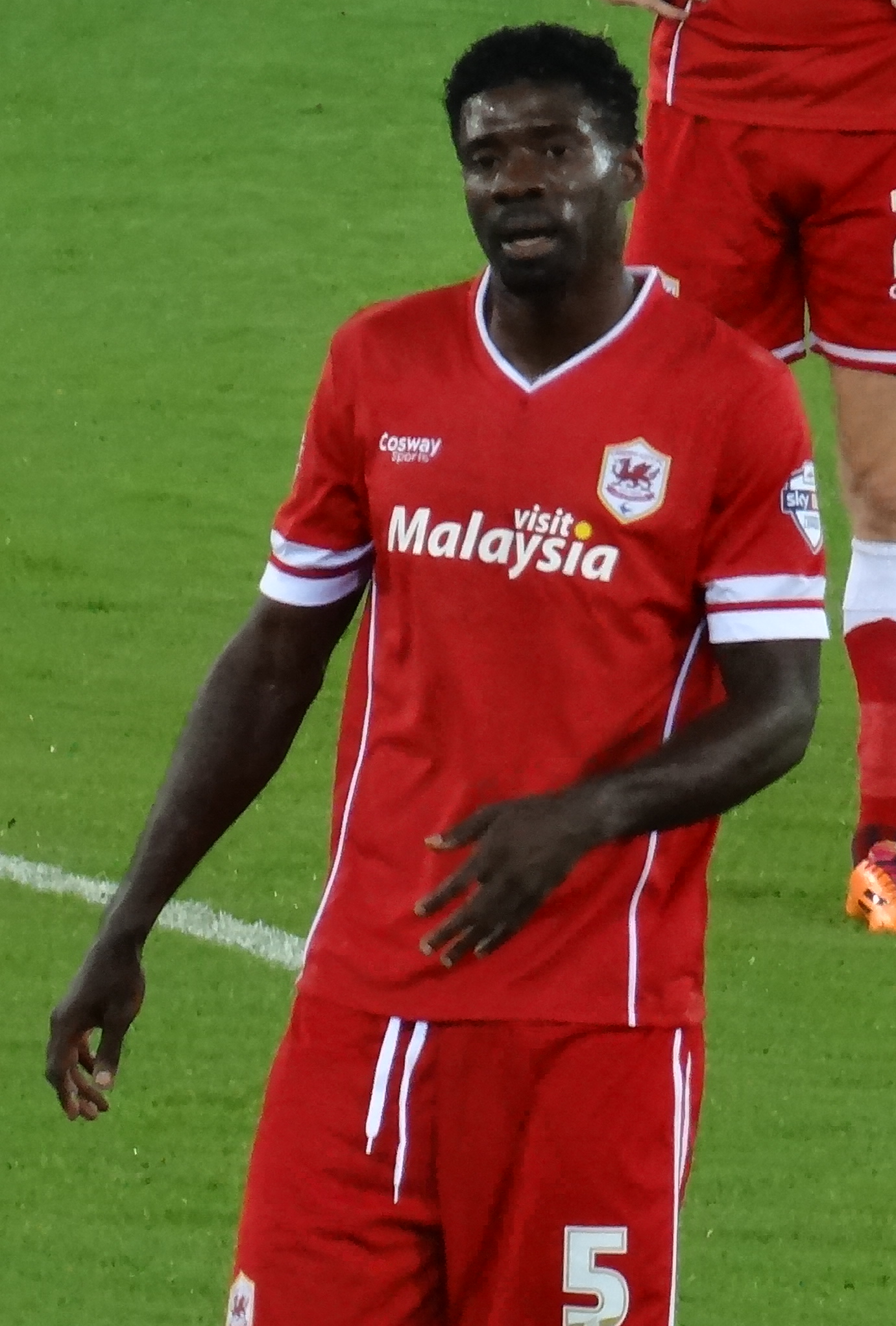
Брюно Экюэль Манга в составе «Кардифф Сити»

Профессиональный дебют состоялся в 2006 году, за клуб «105 Либревиль», в котором провёл один сезон, после чего был замечен скаутами «Бордо» и перешёл во французский клуб. Однако в новой команде выступал в основном за дублирующий состав, сыграв за первую команду только один матч: в рамках Кубка УЕФА против греческого «Паниониоса» (3:2), а в январе 2008 года был отдан в аренду в нижнелиговый «Родез».
Летом 2008 года перешёл в клуб Лиги 2 «Анже», где провёл два сезона.
Своей игрой за последнюю команду привлёк внимание представителей тренерского штаба клуба Лиги 1 «Лорьян», в состав которого присоединился летом 2010 года как замена Лорану Косельни, который оставил «Лорьян» и перешёл в «Арсенал». Сыграл за команду из Лорьяна следующие четыре сезона своей игровой карьеры. Большинство времени, проведенного в составе «Лорьян», был основным игроком защиты команды.
1 сентября 2014 присоединился в состав валлийского клуба «Кардифф Сити» и в сезоне 2014/15 был признан лучшим игроком года в клубе.
Во время предсезонной подготовки получил травму колена, из-за которой пропустил старт сезона. Впервые он появился в Кубке Лиги, в матче против «Уимблдона», а затем снова оказался на скамейке запасных в последующих играх лиги. В сентябре во время игр за сборную он получил травму паха и выбыл на два месяца. Вскоре вернулся в первую команду и заменил травмированного Шона Моррисона в матче против «Бирмингем Сити». Несмотря на ещё один травмированный сезон, тренер Нил Уорнок предложил футболисту новый контракт, который тот подписал 27 июня 2017 года. Он сыграл в общей сложности 43 матча в сезоне 2017/18, в котором «Кардифф Сити» занял 2-е место в чемпионшипе и вернулся в Премьер-лигу. Он забил свой единственный гол в том сезоне в ворота «Мансфилд Таун» в Кубке Англии. Он забил первый гол «Кардиффа» в сезоне 2018/19 в матче против «Норвич Сити» в Кубке футбольной лиги.
19 июля 2019 года перешёл в состав клуба «Дижон». В своём первом сезоне в Бургундии он принял участие во всех матчах Лиги 1 своей команды до преждевременного завершения чемпионата из-за COVID-19. Он быстро стал основным игроком команды. После отъезда Жулиу Тавариша в Саудовскую Аравию в начале сезона 2020/21 он получил капитанскую повязку. 27 сентября 2020 года в матче с «Монпелье» он забил 200-й гол «Дижона» в Лиге 1. После катастрофического сезона, в котором «Дижон» вылетел в Лигу 2, он потерял место в стартовом составе и лишился капитанской повязки.

## Международная карьера
За национальную сборную Габона дебютировал в 2007 году. В июле 2012 года был в включен в состав сборной на Олимпийских играх в Лондоне. Также четырежды был участником Кубка африканских наций: 2010 в Анголе, 2012 в Габоне и Экваториальной Гвинее, 2015 в Экваториальной Гвинее и 2017 в Габоне.

## Статистика
| Клуб         | Сезон   | Лига         | Лига  | Лига | Кубок | Кубок | Кубок лиги | Кубок лиги | Европа | Европа | Итог  | Итог |
| Клуб         | Сезон   | Лига         | Матчи | Голы | Матчи | Голы  | Матчи      | Голы       | Матчи  | Голы   | Матчи | Голы |
| ------------ | ------- | ------------ | ----- | ---- | ----- | ----- | ---------- | ---------- | ------ | ------ | ----- | ---- |
| Бордо        | 2007/08 | Лига 1       | 0     | 0    | 0     | 0     | 0          | 0          | 1      | 0      | 1     | 0    |
| Бордо        | Всего   | Всего        | 0     | 0    | 0     | 0     | 0          | 0          | 1      | 0      | 1     | 0    |
| Анже         | 2008/09 | Лига 2       | 30    | 2    | 0     | 0     | 0          | 0          | 0      | 0      | 30    | 2    |
| Анже         | 2009/10 | Лига 2       | 28    | 3    | 0     | 0     | 0          | 0          | 0      | 0      | 28    | 3    |
| Анже         | Всего   | Всего        | 58    | 5    | 0     | 0     | 0          | 0          | 0      | 0      | 58    | 5    |
| Лорьян       | 2010/11 | Лига 1       | 31    | 1    | 3     | 0     | 2          | 0          | 0      | 0      | 36    | 1    |
| Лорьян       | 2011/12 | Лига 1       | 32    | 2    | 2     | 0     | 0          | 0          | 0      | 0      | 34    | 2    |
| Лорьян       | 2012/13 | Лига 1       | 17    | 0    | 0     | 0     | 3          | 1          | 0      | 0      | 20    | 1    |
| Лорьян       | 2013/14 | Лига 1       | 35    | 1    | 1     | 0     | 0          | 0          | 0      | 0      | 36    | 1    |
| Лорьян       | 2014/15 | Лига 1       | 3     | 0    | 0     | 0     | 0          | 0          | 0      | 0      | 3     | 0    |
| Лорьян       | Всего   | Всего        | 118   | 4    | 6     | 0     | 5          | 1          | 0      | 0      | 129   | 5    |
| Кардифф Сити | 2014/15 | Чемпионшип   | 29    | 3    | 0     | 0     | 0          | 0          | 0      | 0      | 29    | 3    |
| Кардифф Сити | 2015/16 | Чемпионшип   | 24    | 2    | 1     | 0     | 1          | 0          | 0      | 0      | 26    | 2    |
| Кардифф Сити | 2016/17 | Чемпионшип   | 21    | 0    | 0     | 0     | 1          | 0          | 0      | 0      | 22    | 0    |
| Кардифф Сити | 2017/18 | Чемпионшип   | 37    | 0    | 3     | 1     | 2          | 0          | 0      | 0      | 42    | 1    |
| Кардифф Сити | 2018/19 | Премьер-лига | 38    | 0    | 1     | 0     | 1          | 1          | 0      | 0      | 40    | 1    |
| Кардифф Сити | Всего   | Всего        | 149   | 5    | 5     | 1     | 5          | 1          | 0      | 0      | 159   | 7    |
| Всего        | Всего   | Всего        | 325   | 14   | 11    | 1     | 10         | 2          | 1      | 0      | 347   | 17   |

### Голы за сборную
| № | Дата            | Место                                         | Соперник   | Счет | Результат | Турнир                   |
| - | --------------- | --------------------------------------------- | ---------- | ---- | --------- | ------------------------ |
| 1 | 7 сентября 2008 | Сейса Рамабоду, Блумфонтейн, ЮАР              | Лесото     | 1-0  | 3-0       | Квалификация на ЧМ 2010  |
| 2 | 6 июня 2009     | Омар Бонго, Либревиль, Габон                  | Того       | 1-0  | 3-0       | Квалификация на ЧМ 2010  |
| 3 | 6 сентября 2011 | Стад дю Рэ, Ницца, Франция                    | Нигер      | 1-0  | 1-0       | Товарищеский матч        |
| 4 | 15 июня 2013    | Стад де Франсвиль, Franceville, Габон         | Нигер      | 3-1  | 4-1       | Квалификация на ЧМ 2014  |
| 5 | 14 августа 2013 | Комплекс Депортиво ду Реал, Келуш, Португалия | Кабо-Верде | 1-1  | 1-1       | Товарищеский матч        |
| 6 | 25 марта 2015   | Пьер Бриссон, Бове, Франция                   | Мали       | 4-3  | 4-3       | Товарищеский матч        |
| 7 | 2 сентября 2016 | Хартум, Хартум, Судан                         | Судан      | 2-1  | 2-1       | Товарищеский матч        |
| 8 | 16 ноября 2020  | Стадион Независимости, Бакау, Гамбия          | Гамбия     | 1-2  | 1-2       | Квалификация на КАН 2021 |